# Urban Lindgren
Urban Lindgren, född 18 april 1973, är en svensk längdskidåkare som tävlar för Piteå Elit. Han deltog i VM 2001 i Lahtis i Finland, där han ingick i det svenska silverlaget i stafett. Han deltog även vid vinter-OS 2002 i Salt Lake City i delstaten Utah i USA.